# زنوبیا (فیلم)
زنوبیا (انگلیسی: Zenobia) یک فیلم به کارگردانی گوردون داگلاس است که در سال ۱۹۳۹ منتشر شد.

## بازیگران
- اولیور هاردی
- هری لنگدون
- بیلی برک
- آلیس بریدی
- هتی مک‌دنیل
- جین پارکر
- سام لافکین
- جی. فارل مک‌دانلد
- چستر کانکلین
- هری مایرز
- هوبرت کاوانا
- جیمز الیسون
- جون لانگ
- می والاس
- اولین هولند
- ویلفرد لوکاس
- رابرت مکنزی
- می والاس
- گرترود مسینگر
- جیمز الیسون
- فیلیپ هرلیک
- نایجل د برولیر
- گروه کُر هال جانسون